# Slavošovce
Slavošovce este o comună slovacă, aflată în districtul Rožňava din regiunea Košice, pe malul râului Štítnik⁠(d). Localitatea se află la altitudinea de 416 m deasupra n.m., se întinde pe o suprafață de 15,532 km2 și în 2017 număra 1.864 de locuitori. Se învecinează cu comuna Magnezitovce.

## Istoric
Localitatea Slavošovce este atestată documentar din 1318.

## Demografie
| An:                | 1994 | 2004   | 2014   | 2024   |
| ------------------ | ---- | ------ | ------ | ------ |
| Număr de persoane: | 1841 | 1837   | 1931   | 1804   |
| Diferență:         |      | −0,21% | +5,11% | −6,57% |

| An:                | 2023 | 2024   |
| ------------------ | ---- | ------ |
| Număr de persoane: | 1811 | 1804   |
| Diferență:         |      | −0,38% |

## Persoane notabile
- Pavol Dobšinský, folclorist și scriitor slovac